# François Méthot
François Méthot (* 26. April 1978 in Montreal, Québec) ist ein kanadischer Eishockeyspieler, der zuletzt beim EHC Red Bull München in der Deutschen Eishockey Liga spielte.

## Karriere
Als Junior spielte Méthot in der Québec Major Junior Hockey League für die Laser de Saint-Hyacinthe, bevor er beim NHL Entry Draft 1996 von den Buffalo Sabres in der dritten Runde als 54. gewählt wurde. Noch zwei Jahre blieb der Flügelstürmer in der QMJHL bei den Rouyn-Noranda Huskies und den Shawinigan Cataractes, bevor ihn die Sabres in ihr Farmteam nach Rochester holten.
Fünf Jahre spielte der Franko-Kanadier für die Rochester Americans in der American Hockey League, ehe er sich nach einem Jahr beim Ligakonkurrenten Portland Pirates für einen Wechsel nach Europa entschied. Der Stürmer wechselte in die DEL zu den Augsburger Panthern, die er nach einem Jahr 2005 in Richtung Nürnberg Ice Tigers verließ. Bei beiden Teams wurde François Méthot Topscorer mit jeweils über 40 Punkten. Ab der Saison 2006/07 spielte er für die Adler Mannheim in der DEL, mit denen er auf Anhieb den DEB-Pokal und die deutsche Meisterschaft gewann. Auch bei den Adlern war der Rechtsschütze in der Vorrunde teaminterner Topscorer und belegte am Ende Platz vier in der DEL. 
Im Mai 2011 wurde François Méthot von den Krefeld Pinguine verpflichtet, bei denen er einen Kontrakt für die Saison 2011/12 unterzeichnete. Nach soliden Leistungen in der abgelaufenen Saison wurde sein Vertrag im März 2012 um zwei Jahre verlängert und der Angreifer zum Assistenzkapitän für die folgenden zwei Spielzeiten ernannt. In der Saison 2013/14 absolvierte er verletzungsbedingt nur 33 Partien im Trikot der Pinguine und konnte anschließend nicht an seine zuvor guten Offensivleistungen anknüpfen. Im Dezember 2014 gab Krefeld ohne Angabe von Gründen die sofortige Auflösung des Vertragsverhältnisses mit Methot bekannt.
Am 30. Dezember 2014 wurde Methot von den EHC Red Bull München bis Saisonende unter Vertrag genommen.

## Erfolge und Auszeichnungen
- 2005 Teilnahme am DEL All-Star Game
- 2006 Teilnahme am DEL All-Star Game
- 2007 Teilnahme am DEL All-Star Game
- 2008 Teilnahme am DEL All-Star Game
- 2009 Teilnahme am DEL All-Star Game

## Karrierestatistik
(Legende zur Spielerstatistik: Sp oder GP = absolvierte Spiele; T oder G = erzielte Tore; V oder A = erzielte Assists; Pkt oder Pts = erzielte Scorerpunkte; SM oder PIM = erhaltene Strafminuten; +/− = Plus/Minus-Bilanz; PP = erzielte Überzahltore; SH = erzielte Unterzahltore; GW = erzielte Siegtore; 1 Play-downs/Relegation; Kursiv: Statistik nicht vollständig)